# 5-MeO-DMT
La 5-MeO-DMT (5-metossi-N,N-dimetiltriptamina, formula bruta: C13H18N2O) è una triptamina psichedelica presente in numerose piante e nel veleno del rospo Incilius alvarius. È stata utilizzata principalmente dalle tribù sciamaniche sudamericane e spesso si trova nell'Ayahuasca. In assenza di studi approfonditi, i report provenienti da persone che ne hanno fatto uso riferiscono effetti sensibilmente diversi da quelli della DMT.

## Assunzione
La 5-MeO può essere fumata o insufflata e le dosi variano a seconda del metodo scelto. La quantità di psichedelico media varia tra i 10 e i 30 mg. Si trova sotto forma di cristalli bianchi (se di elevata purezza) o giallo/bruni.

## Effetti
Gli effetti sul corpo umano possono variare da soggetto a soggetto. Tuttavia ve ne sono alcuni molto comuni: l'assunzione di 5-MeO-DMT provoca esperienze visive allucinogene molto deboli (al contrario della semplice DMT), euforia, allucinazioni uditive e sensoriali in genere, cambiamento nella percezione del tempo, nausea, disforia, perdita di memoria a breve termine, difficoltà di concentrazione, spasmi muscolari, dissociazione dalla realtà, paura, terrore, attacchi di panico, insonnia e una morte apparente che dura fino a 5 minuti. Questi effetti hanno una durata relativamente breve (tra i 20 e i 45 minuti). Il 5-MeO-DMT è sotto studio per potenziali effetti terapeutici.

## Legalità
È classificata negli Stati Uniti come droga psicoattiva nella tabella I (assieme a cocaina, eroina e altre droghe "pesanti") dal 19 gennaio 2011. In molti Paesi europei è illegale la detenzione, la vendita e il consumo di questa sostanza. In Italia è presente nella Tabella I delle sostanze stupefacenti.